# Leptorhamdia schultzi
Leptorhamdia schultzi é uma espécie de peixe da família dos heptaptèrids e da ordem dos siluriformes. Os machos podem alcançar 9,4 cm de comprimento.
É um peixe de água doce e de clima tropical, encontrado na América do Sul, mais especificamente, na bacia do rio Xingu, no Brasil.